# طه محمود طه
طه محمود طه (1929 - 16 أبريل 2002) هو أستاذ جامعي ومترجم مصري، من أشهر أعماله ترجمة رواية عوليس لجيمس جويس.

## نشأته وتعليمه
ولد طه محمود طه عام 1929، والتحق عقب الثانوية العامة بكلية آداب جامعة عين شمس، حيث تخرج وعُين معيدًا.
بعد حصول طه على درجة الماجستير نال منحة عام 1957 لدراسة الدكتوراه بجامعة دبلن الأيرلندية، وكانت أطروحته للدكتوراه عن ألدوس هكسلي، الذي كان طه يراسله منذ عام 1955، وبعد حصوله على درجة الدكتوراه، عاد إلى القاهرة في فبراير 1961، وانضم إلى هيئة التدريس بكلية آداب جامعة عين شمس، غير أنه لم يلبث أن ترك الجامعة وتفرغ للترجمة عام 1966، ثم عاد ثانية إلى سلك الجامعة عندما تعاقد مع جامعة الكويت أستاذًا مساعدًا للأدب الإنجليزي الحديث، فعمل بالكويت ثمانية عشر عامًا كان من إنجازاته أثناءها إنهاؤه «موسوعة جيمس جويس»، التي صدرت بدعم من الجامعة عام 1974. عمل الدكتور طه مدرسا بجامعة الملك سعود في الرياض في الأعوام 1961 حتى 1963.

## اهتمامه بأدب جيمس جويس
عن بداية اهتمام طه بأدب جيمس جويس، يقول في مقدمة كتاب «موسوعة جيمس جويس» (1974):
| طه محمود طه | بدأ اهتمامي بجيمس جويس وبأعماله منذ عام 1953 وشجعني على قراءته والتخفيف من حدّة استغلاقه الأستاذ الزائر ديفيد بيتر إدجل بكلية الآداب جامعة عين شمس | طه محمود طه |

واعترافاً بفضل ذلك الأستاذ، وضعه طه - بعد ذلك بعشرين عامًا - في مقدمة من أهداهم «موسوعة جيمس جويس»، مقرًا بفضله، وذلك حين قال: «إلى مَن علّمني قراءة جيمس جويس: الأستاذ ديفيد بيتر إدجل».

### ترجمة رواية «عوليس»
صدرت ترجمة طه للطبعة الأولى من رواية عوليس لجيمس جويس عام 1982، وكان طه قد شرع في ترجمتها عام 1964، ونشر الفصل الرابع منها في مجلة «الكاتب» في مايو 1964، تحت عنوان «45 دقيقة في حياة مستر بلوم»، مع مقدمة وشرح للنص، ثم أتبعه بنشر ترجمة للفصل العاشر «المتاهة الصغرى في عوليس» في مجلة «المجلة» ـ التي كان يرأس تحريرها يحيى حقي ـ في نوفمبر 1965، وبحلول عام 1978 انتهى طه من ترجمة كل فصول الرواية، لتصدر ترجمة الرواية كاملة إلى العربية للمرة الأولى عام 1982.
عن الصعوبة التي جابهت طه في ترجمته لعوليس يقول:
| طه محمود طه | كنت أقف أمام اللفظ الواحد أيامًا عدة، وبعدما أعجز عن العثور عليه في القواميس أعود لأدرك أن جويس قد نحته من لفظين من لغتين مختلفتين، أو أنه جاء به من العامية المستعملة في أزقة دبلن، فكان عليّ أن أترجم اللفظ المنحوت بلفظ عربي منحوت أيضًا. وكنت أشعر أن جويس يقدم لي اللفظ ويقول متحديًا: "انحت مثل هذا إذا استطعت"، ومن هنا جاءت صعوبة الترجمة وصعوبة القراءة التي تحتاج أساسًا إلي ثروة لغوية عربية ضخمة. | طه محمود طه |

حاول طه وضع ترجمة مبتكرة تليق بالعمل الأدبي الكبير يجمع فيها بين روح الرواية ونصها، فترجم كل مفردة إنجليزية بمفردة عربية، وكل كلمة إنكليزية قديمة بأقرب كلمة مقابلة لها بالعربية القديمة بادئًا بعنوان الرواية الذي أصبح بالعربية «عوليس». وقد حاول ترجمة كل كلمة عامية بعامية مقابلة، مثل استخدامه «عدن البلد» مقابل Edenville، وكل مثل إنجليزي بمثل عربي وأغنية للأطفال بالإنجليزية بأغنية أطفال عربية، كما ترجم الأشعار العامية الإنجليزية إلى أشعار عامية عربية ما أمكنه ذلك، مثل «أنا الفتى العترة/ لابس طاقية الإخفة». وبالطبع فقد كانت العامية التي اختارها لتكون مرادفة للعامية الإنكليزية هي العامية المصرية.
كما حاول طه نحت كلمات عربية مقابل الكلمات التي نحتها جويس بالإنجليزية، فاستخدم كلمات مثل «تقفطن» و«تمأزر»، أو أنه كتبها بطريقة خاصة لإعطائها مزيداً من الإيحاء كما في «يمضغيمضغ» «بعيونكهنوتية» و«جفونبرونزية». وبعد صدور الترجمة بأعوام أصدر الدكتور طه قاموساً خاصاً بمفردات الرواية، وقد آثر طه أن يبقي على الجمل المكتوبة بلغة غير إنجليزية في لغاتها الأصلية؛ فقد استخدم جويس في روايته هذه عبارات بالفرنسية واللاتينية والإيطالية وغيرها بما في ذلك بعض المفردات العربية.
وقد رُشح طه لنيل جائزة الدولة التقديرية عن هذا العمل، غير أنه لم ينلها، وهو يفسر ذلك بأن «اللجنة المكلفة بمنح الجائزة لم تجد وقتًا لقراءة الرواية، وربما كان الغوص في عوليس بحاجة إلي غواصين جبابرة يفهمون ألغازها ومتاهاتها الكبري».
وبسبب جهد طه الكبير في نقل تراث جويس إلى العربية، نال عضوية «جمعية جيمس جويس»، وهي جمعية تضم المهتمين بأدب جويس والمنشغلين بأعماله، وتصدر مجلة فصلية تتناول ما جد من اكتشافات في أعماله الثرية. وتنظم الجمعية لقاء يضم أعضاء الجمعية مرة كل عامين في 16 يونيو من كل عام (وهو اليــوم الذي اختار جويس أن يكـتب أحداثه في روايته «عوليس»، التي تجرى أحداثها طوال يوم 16 حزيران 1904).

## من مؤلفاته
- القصة في الأدب الإنجليزي: من بيوولف حتى فينيجانزويك (الدار القومية للطباعة والنشر، القاهرة): أنجزه بين عامي 1962 و1964، ويعرض تاريخ القصة في الأدب الإنجليزي من بيوولف وحتى رواية فينيغانزويك لجيمس جويس.[1]
- أعلام الرواية في القرن العشرين (1966): وفيه تناول بالدراسة خمسة من أعلام الرواية الغربية هم إدوارد مورغان فورستر وفرجينيا وولف وديفيد هربرت لورانس وجوزيف كونراد وألدوس هكسلي.[1]
- موسوعة جيمس جويس (1974): استغرق في جمع مادتها وكتابتها سبع سنوات، وانتهى منها في صيف عام 1973.[1]

## من ترجماته
- رواية عوليس لجيمس جويس (1982): صدرت عن المركز العربي للبحث والنشر في مناسبة الاحتفال بالذكرى المئوية لميلاد جيمس جويس،[1] في 1382 صفحة، يضمهما مجلدان متعادلان في الحجم،[5] وصدرت من الطبعة الأولى خمسمائة نسخة فقط،[4] ثم نُشرت طبعة ثانية منقحة عن الدار العربية عام 1994.[1]
- يقظة فينيغان: وهي آخر أعمال جيمس جويس الروائية، وكان يفترض أن تصدر عن الدار العربية للنشر بالقاهرة، ولكن طه توفي قبل نشرها.[1]
- إنسان روسوم الآلي: مسرحية للكاتب التشيكوسلوفاكي كارل تشابيك.

## وفاته
توفي طه محمود طه بتاريخ 16 أبريل/نيسان 2002 ميلاديًا الموافق 4 صفر 1423 هجريًا عن عمرٍ ناهز 73 عامًا.